# مونسيليس (إيطاليا)

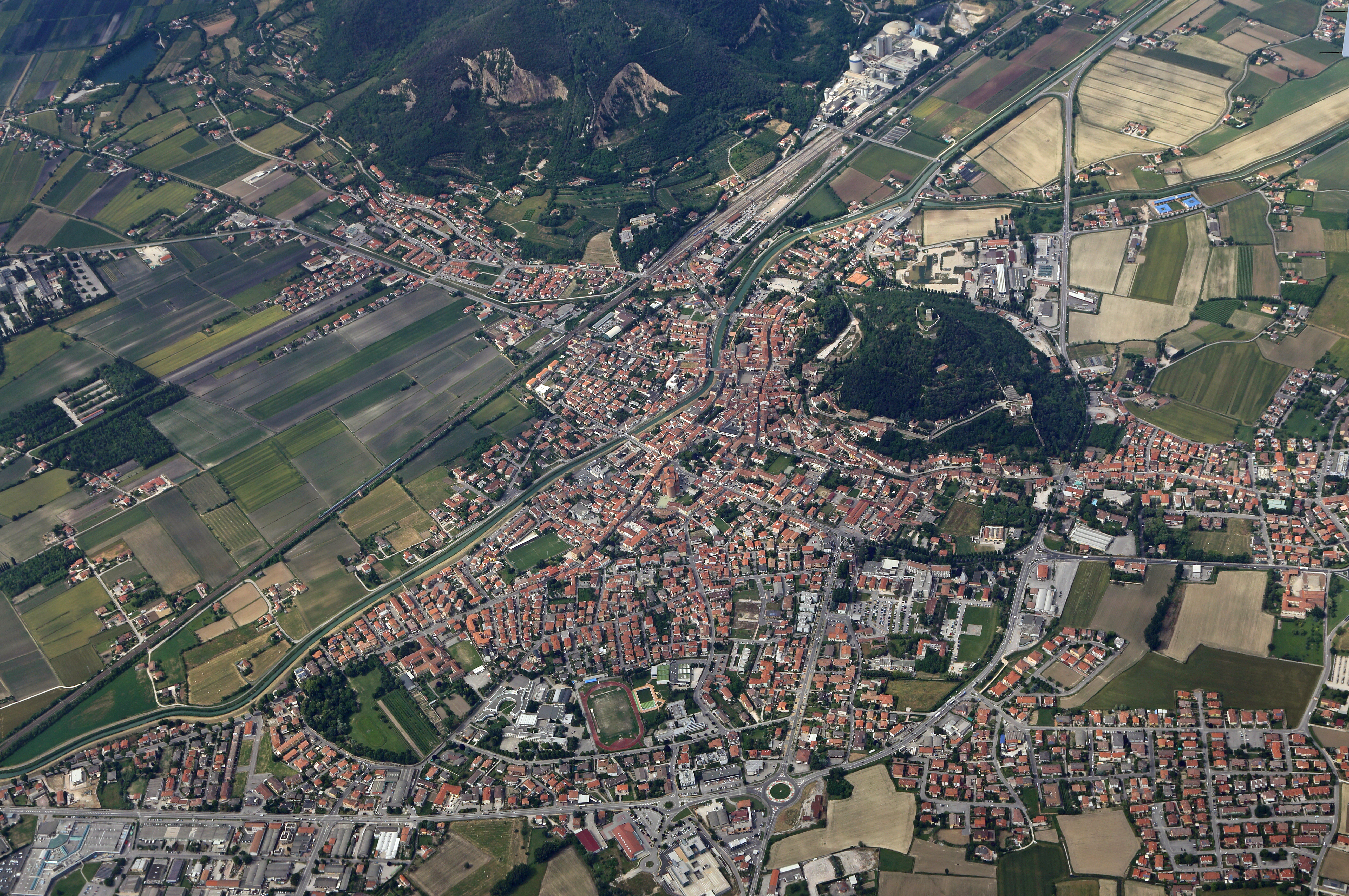
Monselice: منظر جوي

Monselice (النطق الإيطالي: ‎[monˈseːlitʃe]‏ ؛ Venetian  [moŋˈseɰeze]) هي مدينة وبلدية (كوموني) تقع في شمال شرق إيطاليا، في منطقة فينيتو، في مقاطعة بادوفا على بعد حوالي 20 كيلومتر (12 ميل) جنوب غرب مدينة بادوفا، عند الطرف الجنوبي لتلال يوجانيان (كولي يوجاني).
Monselice هي أكثر المدن الخلابة التي رأيتها في إيطاليا. يوجد به أنقاض قديم لقلعة على التل ومن ثم يطل على منظر جميل وغير عادي. إنه يقع في السهل العريض - مستوى ميت - حيث تقف فيرارا وبولونيا وروفيغو وإستي وبادوا وحتى البندقية التي يمكن أن نراها بشكل خافت في الأفق مع تاجها من الأبراج الفخورة. يا لها من نزهة ويا لها من صورة واسعة مبهجة. إلى البندقية 38 ميلا. مجلات رالف والدو إمرسون (31 مايو 1833)

## تاريخ
في العصر الروماني كان يعرف باسم مونس سيليسيس، وهذا يعني «جبل فلينتستون»، ربما بسبب المحاجر المحلية من trachyte.
تعود أقدم الوثائق المعروفة عن Monselice إلى عام 568 بعد الميلاد وترتبط بغزو المدينة من قبل اللومبارد. خضعت المدينة للحكم البيزنطي لفترة وجيزة حتى احتلها الملك أجيلولف حوالي عام 602.
خلال فترة الكوموني (القرن الثاني عشر) كان للبلدة حكمها الذاتي المحلي. كانت المدينة متحالفة مع الغيبليين ضد الغويلفيين في المعارك السياسية والعسكرية في القرن الثالث عشر.
قام الزعيم الغيبليني Ezzelino III da Romano بتحسين تحصينات المدينة وجعلها واحدة من المعاقل الرئيسية في المنطقة.
كانت المدينة آنذاك تحت حكم Carraresi (أسياد بادوفا) وفي القرن الخامس عشر أصبحت جزءًا من جمهورية البندقية.
بعد فترة قصيرة من الهيمنة الفرنسية، كانت جزءًا من الإمبراطورية النمساوية، ثم لاحقًا من عميلها مملكة لومباردي - البندقية.

## المعالم السياحية الرئيسية

مونسيليتسي - بانوراما.

تقع المدينة الحديثة في واد واسع بين مونتيريكو بارتفاع 312 متر (1,024 قدم) والجرجير بارتفاع 110 متر (360 قدم) ، التلال (جزء من تلال يوجانيان).
يقع أقدم جزء من المدينة حول تل روكا.
في العصور الوسطى، كانت روكا محصنة بشكل كبير بخمس جدران مشيدة لا تزال مرئية جزئيًا حتى يومنا هذا.
يمكن أن تكون النقاط المهمة للسياح هي ساحة Piazza Mazzini المركزية مع Torre Civica التي تعود للقرون الوسطى (برج سيفيك) Palazzo del Monte di Pietà (قصر البيدق العام). يستضيف هذا المبنى مجلس الترويج السياحي المحلي (Pro Loco)، التي توفر معلومات عن زيارات المعالم التاريخية في المدينة.
تعد ساحة Piazza Mazzini أيضًا نقطة انطلاق للتنزه سيرًا على الأقدام على طول Via del Santuario ، مما يؤدي إلى أكثر المواقع إثارة للاهتمام في المدينة، والتي تشمل:
- قلعة مونسيليس (أو كاستيلو سيني)، التي تضم واحدة من أهم مجموعات الأسلحة والدروع الأوروبية في العصور الوسطى. فيلا ناني الكنيسة الرومانية في سانتا جوستينا (القرن 12). محمية الكنائس السبع (Santuario delle Sette Chiese أو Via Romana) مع لوحات لبالما إل جيوفاني. بيترو دودو (1554-1610)، وهو أرستقراطي من البندقية، ملتزم بالمهندس المعماري فينتشنزو سكاموزي بمشروع Santuario delle Sette Chiese. في عام 1606، أصدر البابا بولس الخامس ثورا بابويا يمنح الحجاج الذين يزورون الحرم نفس التساهل الكاثوليكي الممنوح للحجاج الذين يزورون الكنائس الرئيسية السبع (البازيليش) في روما، وبالتالي نقش البازيليكيس الروماني على بوابة الحرم. فيلا دودو، صممها Scamozzi. ال Keep (Mastio أو Torrione)، لا يزال يقف على قمة تل Roca. إنه برج مبني مع كتل تراشيت منتظمة من المحاجر المحلية.

## ثقافة
يقام معرض هام تقليديًا كل عام في حوالي 1 نوفمبر (عيد جميع القديسين - يوم شفيع القديسين للمدينة). تشمل عوامل الجذب سوقًا للطعام وسوقًا عامًا وأكشاك طعام محلية ومتنزه ترفيهي ومعارض.
أصبحت بطولة " Palio di Monselice "، التي بدأت في السنوات الأخيرة، عامل جذب أساسي. يقام Palio كل عام في سبتمبر. تم تصميمه على غرار بطولات الخيول في العصور الوسطى ويتضمن العديد من المسابقات الأخرى: الرماية، وبطولة الشطرنج (أيضًا في شكل شطرنج بشري)، وبطولة الموسيقيين (مع الدفوف و «الكيارين»)، ورافعات العلم، وتحدي أحجار الرحى، واستعراض تسعة «تناقض» في زي الفترة.

## وسائل النقل
ترتبط Monselice جيدًا بالمدن الرئيسية في بادوفا والبندقية وبولونيا.
تقع محطة سكة حديد Monselice على خط البندقية - بادوفا - بولونيا - فلورنسا، بين بادوفا (شمال) وبولونيا (جنوب). يربط خط سكة حديد ثانوي Monselice ببلدة Mantua في لومباردي.
أقرب المطارات هي ماركو بولو ، البندقية (VCE)، 60 كيلومتر (37 ميل) ، وماركوني ، بولونيا (BLQ)، 100 كيلومتر (62 ميل) .

## المدن التوأم
- سيتا ديلا سبيرانزا، إيطاليا، منذ عام 2006 بوريتش، كرواتيا، منذ عام 2010 نيبولوميتس، بولندا، منذ عام 2011